# Seriola (släkte)
Seriola är ett släkte med fiskar som ingår i familjen taggmakrillfiskar.

## Arter
Idag erlkäns nio arter inom släktet:
- Seriola carpenteri F. J. Mather, 1971
- Seriola dumerili (A. Risso, 1810)
- Seriola fasciata (Bloch, 1793)
- Seriola hippos Günther, 1876
- Seriola lalandi Valenciennes, 1833
- Seriola peruana Steindachner, 1881
- Seriola quinqueradiata Temminck & Schlegel, 1845
- Seriola rivoliana Valenciennes, 1833
- Seriola zonata (Mitchill, 1815)